# Frakcja (budownictwo)
Frakcja – grupa ziaren o wymiarach ograniczonych dwoma kolejnymi sitami specjalistycznego, znormalizowanego zestawu do badania krzywej uziarnienia kruszywa. 

## Klasyfikacja polska
Klasyfikacja polska do przełomu XX/XXI w. opierała się na stosowanych w gruntoznawstwie i geotechnice normach budowlanych PN-B-02480:1986 "Grunty budowlane. Określenia, symbole, podział i opis gruntów" oraz PN-B-02481:1998 "Geotechnika -- Terminologia podstawowa, symbole literowe i jednostki miar".
Podział frakcji (podane średnice zastępcze):
- frakcja kamienista  fk - średnica ziaren powyżej 40 mm
- frakcja żwirowa  fż - średnica ziaren od 2 mm do 40 mm
- frakcja piaskowa  fp - średnica ziaren od 0,05 mm do 2 mm
- frakcja pyłowa fπ - średnica ziaren od 0,002 mm do 0,05 mm
- frakcja iłowa fi  - średnica ziaren poniżej 0,002 mm

W zależności od procentowej zawartości poszczególnych frakcji wprowadzony został podział gruntów ze względu na ich uziarnienie.
Wśród gruntów niespoistych rozróżnia się:
- Pospółki i pospółki gliniaste
- Żwiry i żwiry gliniaste
- Piaski (grube, drobne, średnie i pylaste)

Wśród gruntów spoistych:
- Piaski gliniaste
- Pyły i pyły piaszczyste
- Gliny: gliny piaszczyste, gliny, gliny pylaste
- Iły: iły piaszczyste, iły, iły pylaste

## Klasyfikacja europejska
Stopniowo od 2002 r. wchodzi do użycia w Polsce i prawie polskim norma europejska PN-EN ISO 14688 "Badania geotechniczne. Oznaczenia i klasyfikacja gruntów" oparta na Eurokodzie 7.
Podział frakcji:
- frakcja bardzo gruboziarnista:
  - duże głazy (LBo - ang. large boulder) – średnica powyżej 630 mm
  - głazy (Bo) – średnica 200-630 mm
  - kamienie (Co - ang. cobble) – średnica 63-200 mm
- frakcja gruboziarnista:
  - żwir (Gr - ang. gravel) – średnica 2-63 mm, podział na żwir gruby, średni i drobny (CGr, MGr, FGr - ang. coarse, medium, fine gravel) przy granicach frakcji 20 i 6,3 mm
  - piasek (Sa - ang. sand) – średnica 0,063-2 mm, podział na piasek gruby, średni i drobny (CSa, MSa, FSa) przy granicach 0,63 i 0,2 mm
- frakcja drobnoziarnista:
  - pył (Si - ang. silt) – średnica 0,002-0,063 mm, podział na pył gruby, średni i drobny (CSi, MSi, FSi) przy granicach 0,02 i 0,0063 mm
  - ił (Cl - ang. clay) – średnica poniżej 0,002 mm

Jak widać, granice poszczególnych frakcji odbiegają od wcześniej przyjętej w Polsce klasyfikacji, co rodzi rozmaite konsekwencje, w szczególności przy klasyfikacji gruntów z duża zawartością piasku lub pyłu. Przykładowo piasek drobny (Pd) wg normy polskiej nie jest tym samym co piasek drobny (FSa) wg normy PN-EN ISO.
Nazwy gruntów formułuje się wg dominującej frakcji, np. piasek drobny z iłem i pyłem grubym (csiclFSa), żwir średni z piaskiem i pyłem (siclMGr).